# Luis Emiro Valencia
Luis Emiro Valencia Sánchez (Bogotá, 25 de marzo de 1922-Bogotá, 13 de octubre de 2018) fue un economista y político colombiano.

## Biografía
Nació en Bogotá, hijo de Carlina Sánchez Lozano y Tulio Hernán Valencia.  Formado en el Liceo Infantil de Las Cruces, luego ingreso  al Colegio de los Hermanos Cristianos de San Vicente de Paul y al Instituto de La Salle, estudió taquigrafía y mecanografía en la Academia Remington, además de cursar otros estudios. Se graduó como economista de la Universidad Nacional de Colombia con la tesis "Política del Cambio Exterior", dirigida por su maestro y amigo Antonio García Nossa.
En 1946, junto a García Nossa fundarían el Partido Socialista Colombiano. Colaboró con la propuesta económica del denominado Plan Gaitán de Jorge Eliécer Gaitán en 1947. Tras el asesinato de Gaitán, en 1951 crea con García Nossa el Movimiento Socialista Colombiano, publicando los periódicos Gaceta Colombiana (1952-1953) y El Popular (1954-1959), en ese entonces el movimiento socialista apoyo el gobierno del General Gustavo Rojas Pinilla. Fue además Consejero Administrativo del Distrito Capital de Bogotá (1955-1957), contribuyendo a la fundación del Jardín Botánico de Bogotá. En 1958 participó en la Primera Conferencia de Expertos Económicos de los Partidos Socialistas de América Latina.
Estuvo casado desde 1958, con Gloria Gaitán, hija de Jorge Eliécer Gaitán hasta 1971, unión de la cual nacieron 2 hijas.  Luis Emiro y Gloria viajaron a Cuba el 4 de mayo de 1961, donde conocieron la naciente Revolución cubana y a Fidel Castro. Fundarían ese mismo año el Movimiento Nacional Popular Gaitanista, de corta duración y luego de lo cual fundaron el Frente Unido de Acción Revolucionaria (FUAR) en 1962, en este movimiento intentaron crear una guerrilla que no funciono debido a las discrepancias entre sus miembros. Valencia también tuvo acercamientos con el líder campesino del Sumapaz Juan de la Cruz Varela.
Fue elegido vicepresidente de la Unión Patriótica en el II Congreso Nacional de la Unión Patriótica en 1989. Participó en la creación de la plataforma política de ese partido, y sería un sobreviviente al genocidio del mismo. Participó en la Asamblea Nacional Constituyente de 1991, en representación de la Alianza Democrática M-19, derivada del reconocimiento que como intelectual y político la hizo la Asamblea.
Se desempeñó como Consultor Internacional en la CEPAL, en el Banco Mundial como Coordinador Encuentro de Economistas Santiago de Chile, Consultoría de Ecopetrol; Coordinador del Programa “Fortalecimiento de las Organizaciones de la Sociedad Civil” del BID, Coordinador del Comité Asesor de la Confederación Nacional Comunal, 1996-1998, y Consultor externo de la Unidad Administrativa Especial de Organizaciones Solidarias. Fue profesor invitado en varias Universidades de Colombia y Venezuela. Así mismo apoyo distintos proyectos socioeconómicos de guerrilleros desmovilizados.

## Obras
- “Política del Cambio Exterior”, Tesis de grado, Bogotá, Iqueima, 1950
- Cinco Ensayos de Economía Colombiana (Colección Gonzalo Jiménez de Quesada), Imprenta de Bogotá, Publicación Alcaldía Distrital, 1954[9]
- El Municipio Colombiano: Problemas y soluciones, Imprenta de Bogotá, 1954[10]
- Problemas del Transporte Urbano, Imprenta de Bogotá, 1954
- Reforma Fiscal y Administrativa de Bogotá, Imprenta de Bogotá, 1954
- Las Empresas Descentralizadas y el Servicio Público, Imprenta de Bogotá, 1954
- El Latifundio urbano y el problema de vivienda, Imprenta de Bogotá, 1955
- Gaitán: Antología de su Pensamiento Social y Económico. Estudio Histórico y Notas Bibliográficas, Bogotá, Suramericana, 1968[10]
- (Seudónimo Joan Ariano), “Paz en Vietnam”, poema de 1973
- “Bases del Cambio Social en Colombia”, La Nueva Prensa, n° 113 y Semana, n° 112-113, 1964
- Comunidad y Estado, Compilación, Bogotá, DNP, 1986-1988
- “Economía y Constituyente”, Gaceta Constitucional, n° 60, 1990
- Constitucionalismo Social (2 volúmenes y cartilla técnica), Bogotá, ISMAC, 1991
- El Pensamiento Económico en Jorge Eliécer Gaitán, Bogotá, Universidad Nacional, 1998
- 36 horas con dos personajes de la historia: Fidel Castro y la revolución cubana, Bogotá, Desde abajo, agosto de 2008.
- Economía Solidaria y Propuestas para la Reforma Constitucional, Bogotá, Confederación Nacional Comunal, Publicaciones FONDAD, s.f.
- “Contribución de los Programas Sociales la Fomento del Ahorro y la Inversión”, Ponencia III Seminario sobre Asuntos Sociales de la OEA, Bogotá, Continente, s.f.
- Obra original de Antonio García Nossa (1949) (Actualizada y prologada, incluye metodología de la Planificación Municipal y cuadros estadísticos) Planificación Municipal –Esquema para una Reforma Integral del Municipio Colombiano con Participación Comunitaria, Bogotá, DNP-Fondo Editorial de la Univ. Francisco José de Caldas y Fondo de Publicaciones Antonio García Nossa, 1994
- Con Carlos Rugéles Castillo, compilación) El Pensamiento Constitucional de Antonio García, Bogotá, Fondo de Publicaciones Antonio García, 1997
- Con Carlos Rugéles Castillo, compilación) Historia del Desarrollo Constitucional en Colombia, Bogotá, Fondo de Publicaciones Antonio García, 1997
- Con Carlos Rugéles Castillo, introducción y actualización de la obra de Antonio García) De la Rebelión a la Organización de los Pueblos Débiles. De Bandung a Cartagena de Indias, Proyecciones de la XI Cumbre Movimiento de Países No Alineados –NOAL-, Bogotá, Fondo de Publicaciones Antonio García, 1998
- Visión de la acción comunal en Colombia: 2008-2058. Bogotá, 2010[11]
- Hacia la modernización orgánica y el fortalecimiento democrático de la acción comunal en Colombia.[12]